# Andrij Czernow (ur. 1979)
Andrij Anatolijowycz Czernow (ukr. Андрій Анатолійович Чернов; ur. 19 października 1979 w Lubaniu) – ukraiński piłkarz, grający na pozycji obrońcy.

## Kariera piłkarska

### Kariera klubowa
Wychowanek SDJuSzOR Czornomoreć Odessa. Pierwszy trener - Ihor Iwanenko. Latem 1997 rozpoczął karierę piłkarską w farm klubie SK Odessa. 25 września 1999 w składzie Czornomorca Odessa debiutował w Wyższej Lidze w meczu z Dniprem Dniepropetrowsk. W sezonie 2001/02 bronił barw Karpat Lwów. Latem 2002 przeszedł do Arsenału Kijów. W kwietniu 2004 został wypożyczony do farm klubu CSKA Kijów. W sezonie 2005/06 nie rozegrał żadnego meczu w koszulce Arsenału, dlatego w kwietniu 2006 zmienił klub na Dnister Owidiopol. W grudniu 2008 klub zrezygnował z usług piłkarza.

### Kariera reprezentacyjna
Występował w studenckiej reprezentacji Ukrainy na Letniej Uniwersjadzie 1997.

## Sukcesy i odznaczenia

### Sukcesy klubowe
- mistrz Druhiej lihi Ukrainy: 1999, 2007

### Sukcesy reprezentacyjne
- brązowy medalista Uniwersjady: 1997

### Sukcesy indywidualne
- wybrany do listy 33 najlepszych piłkarzy roku na Ukrainie: 2002 (nr 3)